# کریستین مایر (بازیگر آمریکایی)
کریستین مایر (انگلیسی: Christopher Mayer; ۲۱ فوریهٔ ۱۹۵۴ – ۲۳ ژوئیهٔ ۲۰۱۱) هنرپیشه اهل ایالات متحده آمریکا بود.
از فیلم‌ها یا برنامه‌های تلویزیونی که وی در آن نقش داشته‌است می‌توان به دروغگو دروغگو، ملاقات شرق با غرب اشاره کرد.